# Toumba
Der Begriff Toumba (auch toumpa; Plural  Toumben) ist in der Archäologie die Bezeichnung für einen besiedelten Hügel der Bronze- und frühen Eisenzeit in Makedonien.

## Etymologie
Der Name leitet sich etymologisch vom altgriechischen τύμβος ab, was wortwörtlich mit ›Grabstätte‹ oder ›Grabhügel‹ zu übersetzen ist (vgl. angelsächsisch tomb und lat. tumulus).

## Definition
Archäologisch gesehen handelt es sich bei einer Toumba jedoch nicht – wie zunächst vermutet wurde – um einen reichen Grabhügel, sondern um den locus typicus eines Siedlungshügels der Bronze- und frühen Eisenzeit (zweites Jahrtausend vor Chr.), wie er im nordgriechischen Makedonien häufig anzutreffen ist.

### Beispiele
- Toumba von Thessaloniki
- Toumba von Kastanas[2]
- Toumba von Assiros[3]
- Toumba von Hagios Elias, der heutige Hügel von Kalamaria
- Toumba von Axiochorion (Varderoftsa)
- Toumba von Agios Mamas[4]
- Toumba von Gona, nahe dem Flughafen von Thessaloniki[5]
- Toumba von Tsaoutsitsa (Chauchitsa)
- Toumba Valoumenou bei Chaironeia
- Toumba von Mikro Vouni, Südwestküste der Insel Samothraki